# 密齿酸藤子
密齿酸藤子（学名：Embelia vestita），又名网脉酸藤子、野山椒，为紫金牛科酸藤子属下的一种攀援灌木，長度可達十米。其叶片呈坚纸质或薄革质，橢圓形，邊緣有鋸齒。總狀花序，中國南部的野山椒花期在十月至十二月之間。生长在海拔200-1600米的山坡灌木丛中或疏、密林中，干燥和湿润溪边的地方。分布于浙江、江西、福建、台湾、湖南、广西、广东（海南岛未发现）、四川、贵州及云南，模式标本采于江西萍乡。